# Acacia pilligaensis
Acacia pilligaensis é uma espécie de leguminosa do gênero Acacia, pertencente à família Fabaceae.